# Schizodon australis
Schizodon australis es una especie de peces de la familia Anostomidae en el orden de los Characiformes.

## Morfología
Los machos pueden llegar alcanzar los 33,4 cm de
longitud total.

## Hábitat
Es un pez de agua dulce y de clima tropical.

## Distribución geográfica
Se encuentran en Sudamérica:  cuenca del río Uruguay.